# Flade Sogn (Frederikshavn Kommune)
 For alternative betydninger, se Flade Sogn. (Se også artikler, som begynder med Flade Sogn)
Flade Sogn er et sogn i Frederikshavn Provsti (Aalborg Stift). I 1943 blev Bangsbostrand Kirkedistrikt udskilt af Flade Sogn som det selvstændige Bangsbostrand Sogn.
I 1800-tallet var Gærum Sogn anneks til Flade Sogn. Begge sogne hørte til Horns Herred i Hjørring Amt. Flade-Gærum sognekommune blev ved kommunalreformen i 1970 indlemmet i Frederikshavn Kommune.
I Flade Sogn ligger Flade Kirke
I sognet findes følgende autoriserede stednavne:
- Bækmojen (bebyggelse)
- Donbæk (bebyggelse, ejerlav)
- Fladbjerg (bebyggelse)
- Flade (bebyggelse, ejerlav)
- Kilden (bebyggelse)
- Knivholt (ejerlav, landbrugsejendom)
- Ryet (bebyggelse)
- Vangen (bebyggelse)